# St. Emmeram (Windischeschenbach)

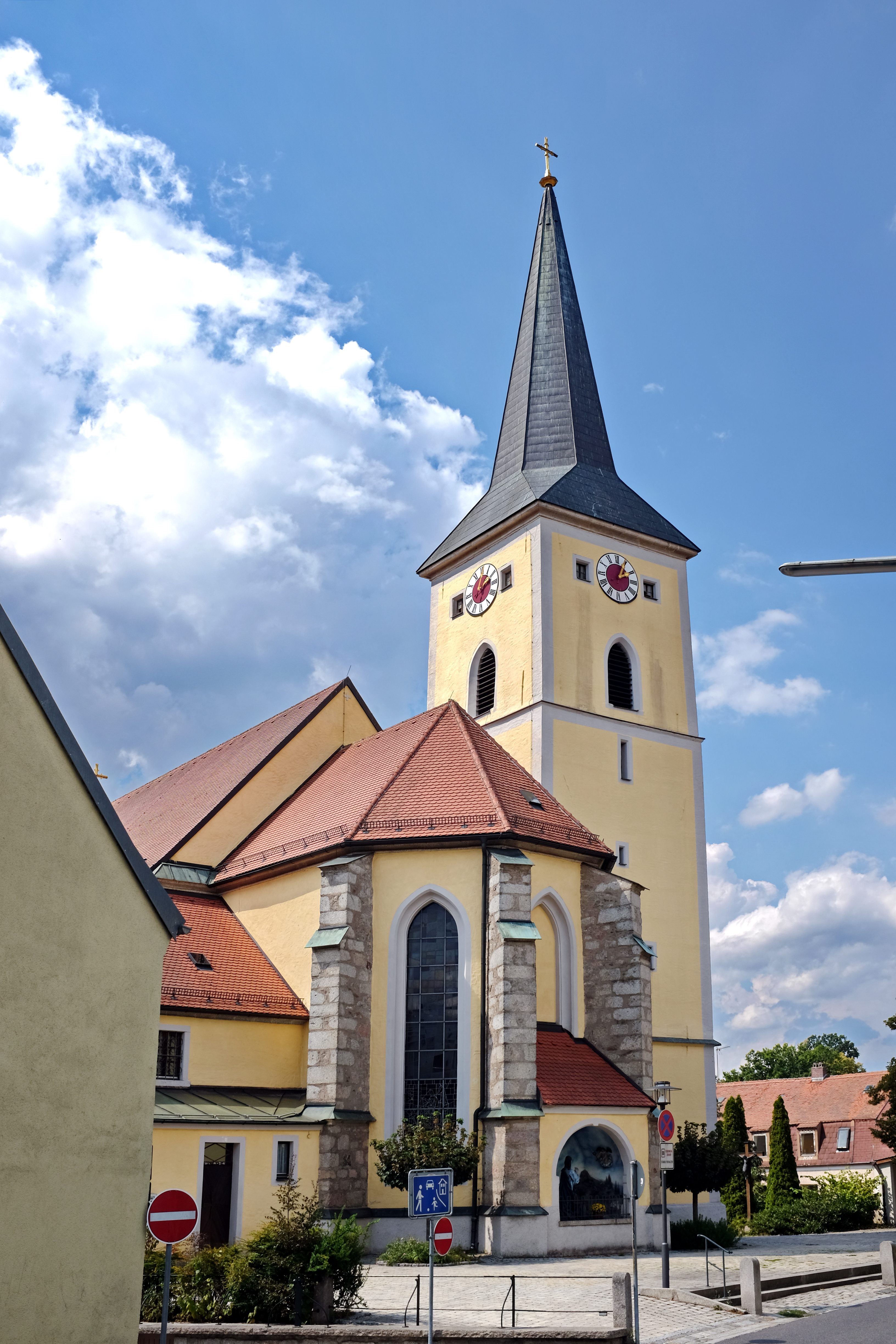
Pfarrkirche St. Emmeram in Windischeschenbach

Die römisch-katholische Pfarrkirche St. Emmeram in der oberpfälzischen Stadt Windischeschenbach gehört zu der „Pfarreiengemeinschaft St. Emmeram und Heilig Geist“ und zum Dekanat Neustadt an der Waldnaab.

## Geschichte
Aufgrund des Patroziniums des hl. Emmerams und der vom Kloster Sankt Emmeram ausgehenden Kolonialisierung des Nordgaus wird angenommen, dass die Pfarrei St. Emmeram in Windischeschenbach um 975 von Bischof Wolfgang gegründet wurde; einen urkundlichen Beleg dafür gibt es aber nicht. Zumindest in den ältesten Pfarreiverzeichnissen der Diözese Regensburg von 1284 und 1326 ist hier eine eigene Pfarrei angegeben. Frühere Filialen von Windischeschenbach waren Pressath, Erbendorf, Thumsenreuth, Wiesau und Falkenberg. 1275 wird als Pfarrherr der Dekan Konrad genannt, 1298 ist der Dekan ein Rudiger. Beide werden bei der Beglaubigung von Urkunden für das Kloster Waldsassen genannt.
Am 29. Oktober 1379 gestattete der in Regensburg anwesende päpstliche Legat Kardinal Pileus dem Regensburger Bischof Konrad VI. von Haimberg, seine Pfarrei Windischeschenbach an den Landgraf von Leuchtenberg Johann I. gegen die Pfarrei Teunz zu tauschen. Damit war die Vogtei und das Besetzungsrecht bei der Landgrafschaft Leuchtenberg. In der Zeit der Hussiten sympathisierte der Pfarrer von Windischeschenbach mit der Lehre von Johann Hus. 1432 haben die Herren von Redwitz als Hofmarksbesitzer ein Frühmessbenefizium für die Kirche St. Emmeram gestiftet; zugleich gründete der Hofmarksbesitzer auch für seine Schlosskapelle in Windischeschenbach ein solches Benefizium, diese galt als Filiale der Pfarrkirche. 1438 kam die Pfarreien Krummennaab und 1441 Bernstein als Filialen hinzu. In dieser Zeit war es üblich, dass der investierte Pfarrer seinen Dienst in einer neuen Pfarrei nicht selbst antrat, sondern sich von einem Vikar vertreten ließ. So ließ sich 1446 der Pfarrer von Windischeschenbach Franz Lezger sich durch den Vikar Johannes Palldauf vertreten, 1484 wurde der Würzburger Pfarrer und spätere Bischof Conrad von Thungen für Windischeschenbach ernannt und ließ sich wieder von dem Vikar Johann Pugner vertreten. Nach dem Verkauf der Burg Neuhaus durch die Leuchtenberger Landgrafen an das Kloster Waldsassen ging das Besetzungsrecht für Windischeschenbach an das Kloster über. Damals bestanden die Filialen Krummennaab, die durch den Provisor Nikolaus Mendl betreut wurde, und die Filiale Wildenreuth, hier amtierte der Provisor Kaspar Heimerl, zudem gehörten die Filialen Bernstein und Kirchendemenreuth zu Windischeschenbach. Von hier aus musste auch die St. Agatha Kapelle in Neuhaus und die Kapelle St. Andreas in Püllersreuth betreut werden. Nach der Pfarrbeschreibung von 1508 amtierten in der Pfarrei Windischeschenbach neben dem Pfarrer Michael Kläpfl drei Kooperatoren und ein Scholastikus. 1522 wurde Georg Leuchtenberger, ein unehelicher Sohn des Landgrafen, Pfarrer; auch er versah keinen Pfarrerdienst, sondern hielt sich den Vikar Johannes Schaller. Dieser wurde dann auch der nächste Pfarrer; 1526 fand unter ihm eine Diözesanvisitation statt, die zur Zufriedenheit verlief.
1550 war Kaspar Steininger Pfarrer von Windischeschenbach. Er wurde ab 1556 lutherisch. Die Junge Pfalz war nach dem Religionsmandat von Herzog Ottheinrich evangelisch geworden. Unter Ottheinrich formierte sich 1558 unter landesherrlichem Einfluss eine eigene kirchliche Gebietseinteilung, die als Superintendentur Tirschenreuth bis 1628 Bestand hatte. 1557 fand eine Visitation statt, bei der Kaspar Steininger aussagte, er sei aus freien Stücken von der papistischen Lehre zum Luthertum gewechselt. Sein Nachfolger wurde 1559 Pfarrer Endres Strauß, auch er ein abgefallener katholischer Geistlicher.
Der Nachfolger von Ottheinrich, Friedrich III., neigte zum Calvinismus und setzte diesen auch durch. Unter den Kalvinisten war jegliche Ausstattung der Kirchen verpönt, was die Zerstörung vieler Kultgegenstände zur Folge hatte, ebenso wurde das Orgelspiel verboten. Anstatt von Hostien wurden Semmeln verwendet. Unter den Kalvinisten wurde auch die sog. „Institution“ eingerichtet, bei der sich alle Erwachsenen in der Kirche einfinden mussten und über die Kenntnis des Glaubensbekenntnisses und der Gebete examiniert wurden. Erste kalvinischer Geistlicher wurde 1563 Mathes Weyh, unter ihm wurde das erste Taufbuch von Windischeschenbach angelegt. Auf ihn folgte Johannes Troppmann (1567–1569) und dann Michael Eschenbach (1569–1579). Er sorgte dafür, dass die Filiale Bernstein ebenfalls mit dem kalvinistischen Geistlichen Johann Agricola versorgt wurde. Er war dafür berüchtigt, dass er „mit seinem Weibe raufe wie ein Bauernknecht“, er gehe gern ins Wirtshaus und wenn er bezecht sei, sei er seiner nicht mehr mächtig. Unter ihm wurde die Sonntagsarbeit erlaubt, damit ihm sein Zehnt rechtzeitig eingebracht werde. Immerhin wurde das zuvor verbotene Wetterläuten von ihm wieder erlaubt.
Unter dem nachfolgende Sohn des Friedrich III., Ludwig VI., wurde zwischen 1576 und 1584 wieder das Luthertum eingeführt. Unter ihm wurde der evangelische Pfarrer Wührl eingesetzt. Der nächste Landesherr war stellvertretend für den noch unmündigen Nachfolger Friedrich IV. sein Onkel Johann Kasimir, der zwischen 1584 und 1592 die Regentschaft innehatte. Er war wieder ein überzeugter Kalvinist. 1583 wurde der kalvinistische Magister Laurentius Kellermann als Pfarrer berufen. Unter ihm wurde ein neuer Pfarrhof errichtet. In der Region gab es einen großen Widerstand gegen den Kalvinismus; am 22. Februar 1592 wurde in Tirschenreuth sogar der kalvinistische Stiftshauptmann Valentin Windsheim von einer aufgebrachten Menge wie ein Hund erschlagen, die Haupttäter kamen nicht ungestraft davon, sondern wurden 1596 hingerichtet. Friedrich IV. (1592–1612) war eigentlich lutherisch erzogen worden, aber an seinem Hof dominierten anfangs kalvinistische Hofräte. In seiner Zeit folgte auf den kalvinistischen Laurentius Kellermann der lutherische Pfarrer Michael Schiefendecker. Nachfolger in der Kurpfalz und der dazugehörenden Oberen Pfalz wurde 1610 Friedrich V., der sogenannte „Winterkönig“, dieser war ebenfalls Protestant. Nach seiner Absetzung 1623 kam die Oberpfalz an den katholischen Kurfürst Maximilian I., der die Gegenreformation mit harter Hand durchsetzte. Am 1. Dezember 1625 erhielten die kalvinischen Pfarrer von Windischeschenbach und Bernstein den Ausweisungsbefehl.
Wegen Priestermangels konnte die Pfarreien nicht sofort wieder besetzt werden, aber 1627 wurde in Windischeschenbach der katholische Pfarrer Petrus Schwerzler installiert, der eine heruntergewirtschaftete Pfarrei übernehmen musste. Er verstarb 1634 an der Pest. Sein Nachfolger Wolfgang Egeter setzte den Wiederaufbau fort. In seiner Zeit erfolgte trotz seines Einspruches die Abtrennung der Filiale Kirchendemenreuth an das streng lutherisch gebliebene Parkstein. In den Fürstentümern Pfalz-Neuburg und Pfalz-Sulzbach wurde 1652 durch den Kölner Vergleich das Simultaneum eingeführt, allerdings war Windischeschenbach davon nicht betroffen.
Nach Ende des Kalvinismus (1623) befand sich die Kirche in einem baufälligen Zustand; es regnete durch das Dach und das Dach des Kirchturms war abgetragen worden, da man fürchtete, es könne auf die danebenstehenden Häuser fallen. Auch im Kirchenschiff und beim Altargewölbe fielen Steine herunter und viele der Fenster waren zerbrochen. Ab 1700 gehörte die Pfarrei zum Dekanat Kemnath. Unter Pfarrer Dr. Georg Simon von Boslarn (1701–1742) wurde der „zerwichene“ Kirchturm mit Eisenspangen versehen. Er ließ auch die Pfarrkirche um ein Drittel verlängern und 1738 einen Kreuzweg in der Kirche anbringen. Auf ihn folgte Dr. Kilian Gottfried von Dürring, in dessen Amtszeit 1747 der Bau der Marienkirche in Gleißenthal und 1750/52 die Wiedererrichtung der abgebrannten St. Agatha Kirche in Neuhaus. Unter dem folgenden Pfarrer Maximilian von Woitha (1762–1781) wurde eine Reparatur der ruinösen Emmeramskirche am 6. Oktober 1774  vom Bischöflichen Ordinariat genehmigt. Sein Nachfolger wurde Kaspar Joseph von Schmitt (1781–1798). Unter ihm wurde das Pfarrhaus von Windischeschenbach neu errichtet. Am 26. März 1798 wurde der Pfarrer Johann Georg Wopperer berufen (1798–1802); unter ihm wurde die Kirche und das Kircheninnere renoviert. Im Zuge der 1803 durchgeführten Säkularisation fiel das Besetzungsrecht der Pfarrei vom Kloster Waldsassen an den Staat. Die Pfarrei kam zum Dekanat Tirschenreuth. Der nachfolgende Pfarrer Georg Prößl (1802–1811) wirmete sich vor allem dem Schulwesen, er hatte auch die Funktion des Lokalschulinspektors und der Distriktschulinspektors inne. Der nächste Inhaber der Pfarrerstelle war Johann Nepomuk Hortig (1812–1821). Er hatte ab 1803 an der Universität Salzburg Philosophie unterrichtet und war dann ab 1805 am königlich bayerischen Lyzeum in Amberg als Professor für Dogmatik tätig. Da er sich nach praktischer seelsorgerischer Tätigkeit sehnte, bewarb er sich um die Pfarrerstelle in Windischeschenbach. 1821 wurde er als Nachfolger von Johann Michael Sailer an die Universität Landshut berufen, wo er sogar die Stelle des Rektors erreichte. Sein Nachfolger wurde Pfarrer Franz Tritschler (1821–1838). Er organisierte eine „Stiftung des ewigen Lichtes“, von deren Zinsen das Ewige Licht und eines Jahrtagmesse für die Stifter bezahlt wurde. Der nächste Pfarrer Bartholomäus Iberer (1838–1844) war wieder Lokal- und Distriktschullehrer, da in Bayern bis nach der Revolution und der Installation der Münchner Räterepublik die Schulaufsicht 1919 in geistlicher Hand war. Unter dem nächsten Pfarrer Joseph Presserl (1844–1882) ist am 12. Juni 1848  die Pfarrkirche abgebrannt. Mit Hilfe der Brandversicherungssumme von 11.000 fl und einer Kollekte der katholischen Kirche diesseits des Rheins (2 547 fl) konnte der Wiederaufbau beginnen. Bereits am 18. Dezember 1849  konnte in der notdürftig hergerichteten Kirche wieder ein Gottesdienst abgehalten werden. Sein Nachfolger Johann Baptist Birner (1883–1895) ließ gemalte Chorfenster mit Darstellungen des hl. Emmerams und des hl. Wolfgang anbringen. Unter Pfarrer Michael Hartinger (1896–1913) wurde im Zuge von Renovierungsarbeiten eine neue Glocke angeschafft und eine Orgelreparatur durch die Firma Orgelbauer Lindner von Rodenzenreuth durchführen. Er brachte auch eine Niederlassung der Dillinger Franziskanerinnen hierher, die für die Kinderbewahranstalt und als ambulante Krankenpflegerinnen tätig waren.
1905 kam die Pfarrei zum Dekanat Weiden in der Oberpfalz und ab 1937 zum Dekanat Weiden-Land. Heute gehört sie zum Dekanat Neustadt an der Waldnaab.

## Baulichkeit
Die frühmittelalterliche Kirche war im romanischen Stil erbaut worden. Ende des 15. Jahrhunderts wurde sie durch einen gotischen Neubau ersetzt, von dem heute noch der spätgotische Chorschluss mit Strebepfeilern erhalten ist. Damals wurde eine Kapelle zu Ehren der hl. Magdalena errichtet und ein der hl. Katharina geweihter Karner.
Durch den Brand vom 12. Juni 1848 ist diese Kirche zerstört worden. Unmittelbar danach wurde mit dem Wiederaufbau im neugotischen Stil begonnen. An Stelle des früheren Zwiebelturms wurde ein Flankenturm mit Spitzhelm errichtet. Eine Kirchturmuhr wurde von der Münchener Firma Mannhardt angeschafft. Am 11. Juli 1863  wurde die neu errichtete Kirche von dem Bischof Ignatius von Senestrey konsekriert. Wegen der gestiegenen Anzahl an Gläubigen wurde die Kirche unter Pfarrer Johann Baptist Roeseneder (1931–1948) 1934 durch zwei angebaute Seitenschiffe erweitert, sodass die Kirche heute eine dreischiffige Basilika mit einem fünfseitig geschlossenen Chor ist.
1977 wurde unter Pfarrer Franz Reich (1977–1990) eine Außenrenovierung der Kirche vorgenommen. Die große Stützmauer unterhalb der Pfarrkirche war bereits 1967 unter Pfarrer Heinrich Kordick (1964–1977) erneuert worden. An der Rückseite der Pfarrkirche findet sich in einer Wandnische eine Ölberggruppe. 2005 wurde von Pfarrer Markus Schmid am Fuße des Kirchturmes einen Gebetsraum eingerichtet, der bis in die 1970er Jahre als Taufkapelle genutzt wurde. Im Zuge der Innenrenovierung des Gotteshauses wurde der Taufstein in das Kircheninnere versetzt; aus der ehemaligen Taufkapelle wurde durch den Einsatz vieler jugendlicher Helfer ein Andachtsraum, dessen Ausstattung sich am Vorbild der Communauté de Taizé mit einem Taizé-Kreuz orientiert.

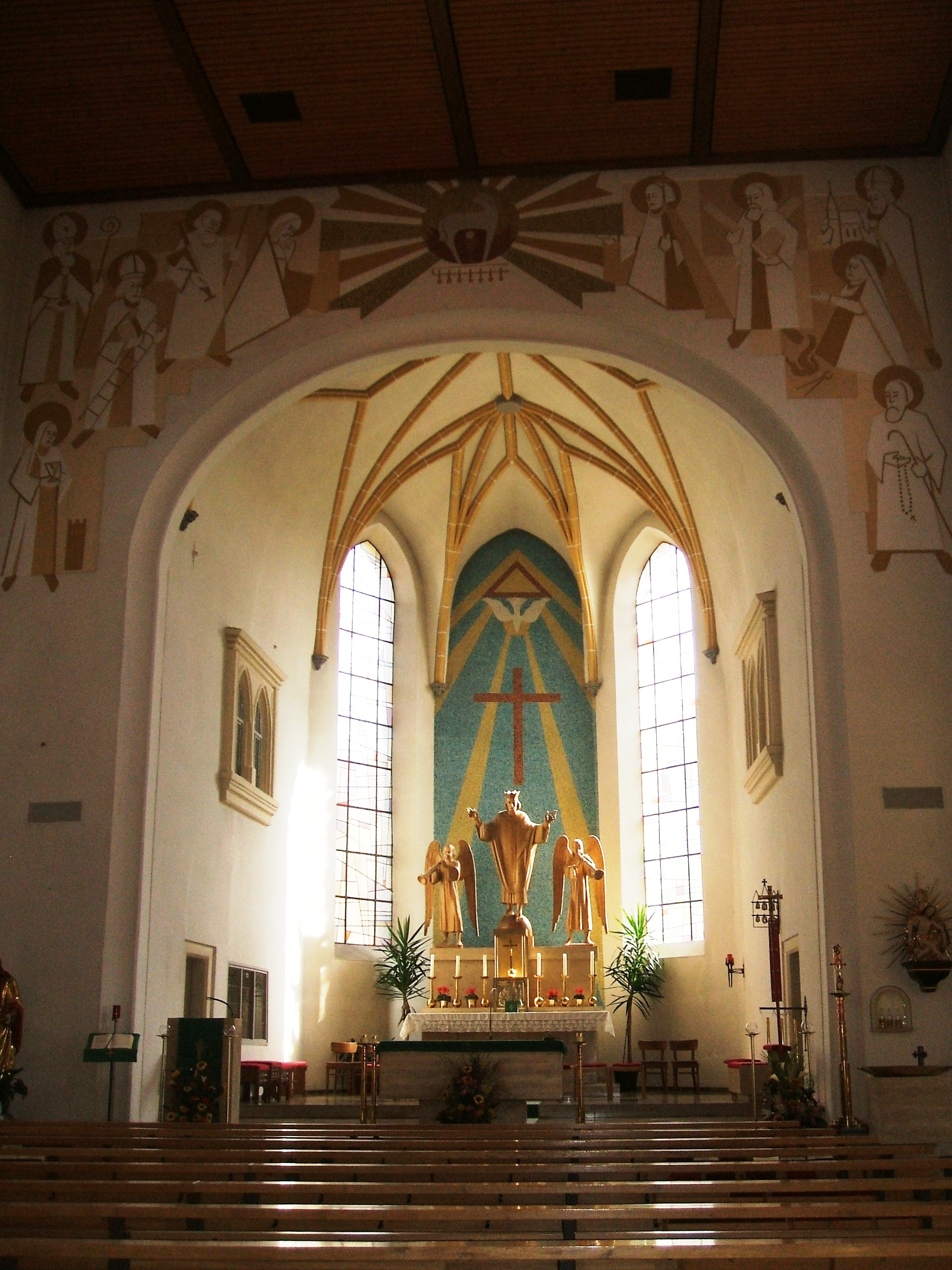
Blick auf den Hauptaltar

## Innenausstattung
In der Zeit des Kalvinismus wurden von den Altären die Altarbilder entfernt. Petrus Schwerzler hat wieder einen Altar beschafft. 1723 wurde bei einer Diözesanvisite festgestellt, dass sich in der Emmeramskirche neben dem Hauptaltar ein nicht konsekrierter Altar des hl. Antonius befinde, der von Pfarrer Johann Peter Tröster errichtet wurde.
Bei dem Kirchenbrand von 1848 ist auch die inzwischen wieder angeschaffte Inneneinrichtung zugrunde gegangen, selbst die Glocken sind geschmolzen, nur das Hauptaltarbild des hl. Emmeram konnte gerettet werden. Nach dem Kirchenbrand erhielt die Kirche einen gotischen Hochaltar vom Kloster Metten. Das Altarbild des hl. Emmeram wurde hier eingefügt. Der Münchner Maler Ernstberger schuf 1899 ein neues Altarbild mit dem hl. Emmeram in Goldornat, das heute verschollen ist. Die Altargemälde für die beiden Seitenaltäre mit der Darstellung des Todes des Joseph und des heiligen Antonius wurden von dem Windischeschenbacher Maler Christian Adam geschaffen. Eine Empore für die Orgel und eine darunterliegende für die Gläubigen wurde eingebaut.
Eine radikale Neugestaltung des Kircheninneren fand unter Pfarrer Johann Rösch statt. Er ließ 1956 die gotischen Altäre und die Kanzel entfernen. Der von dem Regensburger Bildhauer Muth neu geschaffene Altar stellt Christus als König dar, er wird von zwei Engeln mit Posaunen flankiert. Der Kirchenpatron St. Emmeram wird im Bild eines Seitenaltars, geschaffen von dem Bildhauer Mauermann aus Neunburg vorm Wald, dargestellt. Der rechte Seitenaltar ist der Gottesmutter Maria geweiht, sie wird als Strahlenkranzmadonna mit dem Jesuskind dargestellt. Die Fenster hinter dem Hochaltar wurden durch lichtdurchlässigere Fenster ersetzt, das ehemals mittlere wurde zugemauert.
1960 wurde unter Pfarrer Josef Klett (1959–1964) eine weitere Innenrenovierung der Kirche durchgeführt, bei der auch in den oberen Kirchenschiffen Fenster ausgebrochen wurden. Die Fenster hinter dem Hauptaltar wurden nach unten verlängert. Der Neustädter Kunstmaler Karl Salzbauer schuf für die Kirche einen neuen gemalten Kreuzweg. 1974 wurden die alten Mauerpfeiler entfernt und durch schmälere Stahlstützen ersetzt. Die Kirche wurde mit einer neuen Empore und einer Holzdecke ausgestattet. Die zugemauerte Rosette in der Rückwand der Kirche wurde wieder aufgebrochen und durch ein farbiges Fenster ersetzt. Altartisch, Ambo, Taufstein sowie Priester- und Ministrantensitze wurden neu gestaltet und neue Kirchenbänke für 500 Personen angeschafft.
Epitaphe an der Seitenwand beziehen sich auf früher wesentliche Personen, so die Grabplatte von Freifrau Anna von Herdegen von 1717, Gattin eines früheren Hofmarkinhabers. Erwähnenswert sind auch acht Zunftstangen, die bei Flur- und Fronleichnamsprozession oder bei der Beerdigung eines Zunftmitglieds mitgetragen wurden.

## Glocken
Nach dem Kirchenbrand von 1848 wurde die Kirche mit vier Glocken ausgestattet. Ende des Ersten Weltkrieges mussten drei Kirchenglocken abgeliefert werden; als sie zum Abtransport auf dem Kirchplatz abgestellt waren, wurde des Nachts eine Glocke entwendet. Ein Jahr später tauchte sie wieder am Friedhof auf. 1922 ließ Pfarrer Johann Mühlfenzel (1913–1925) das Glockengeläut aus Spendenmitteln wieder herstellen.
Im Zweiten Weltkrieg mussten 1942 wieder drei Glocken abgegeben werden, die aber wieder zurückkamen. Sie sind auf die Töne e, g, a, und c gestimmt.